# Linka 1 (metro v Baku)
Linka 1 je jedna ze tří linek metra v Baku. První úsek byl otevřen 6. listopadu 1967. Trať byla prodlužována po etapách, stavba byla dokončena v roce 2002. Celková délka trati je 18,36 km, nachází se na ní 13 stanic.
Linka 1 má s linkou 2 společný úsek od stanice Həzi Aslanov do stanice 28 May, kde se obě linky rozdělují na samostatné úseky. 6. listopadu 1967 byl otevřen první úsek trasy spojující depo Nərimanov se stanicí Gənclik.

## Stanice

### Seznam stanic
| Název                  | Datum otevření    | Rajón města | Počet nástupišť | Ostatní linky |
| ---------------------- | ----------------- | ----------- | --------------- | ------------- |
| İçərişəhər             | 6. listopadu 1967 | Səbail      | 1               |               |
| Sahil                  | 6. listopadu 1967 | Səbail      | 1               |               |
| 28 May                 | 6. listopadu 1967 | Nəsimi      | 1               | 2             |
| Gənclik                | 6. listopadu 1967 | Nərimanov   | 1               | 2             |
| Nəriman Nərimanov      | 6. listopadu 1967 | Nərimanov   | 1               | 2             |
| Bakmil                 | 28. března 1979   | Nərimanov   | 1               | 2             |
| Depo Nəriman Nərimanov | 6 listopadu 1967  | Nərimanov   | –               | 2             |
| Ulduz                  | 5. května 1970    | Nərimanov   | 1               | 2             |
| Koroğlu                | 6. listopadu 1972 | Nizami      | 1               | 2             |
| Qara Qaraev            | 6. listopadu 1972 | Nizami      | 1               | 2             |
| Neftçilər              | 6. listopadu 1972 | Nizami      | 1               | 2             |
| Xalqlar Dostluğu       | 6. listopadu 1972 | Nizami      | 1               | 2             |
| Əhmədli                | 28. dubna 1989    | Xətai       | 1               | 2             |
| Həzi Aslanov           | 10. prosince 2002 | Xətai       | 1               | 2             |

### Galerie

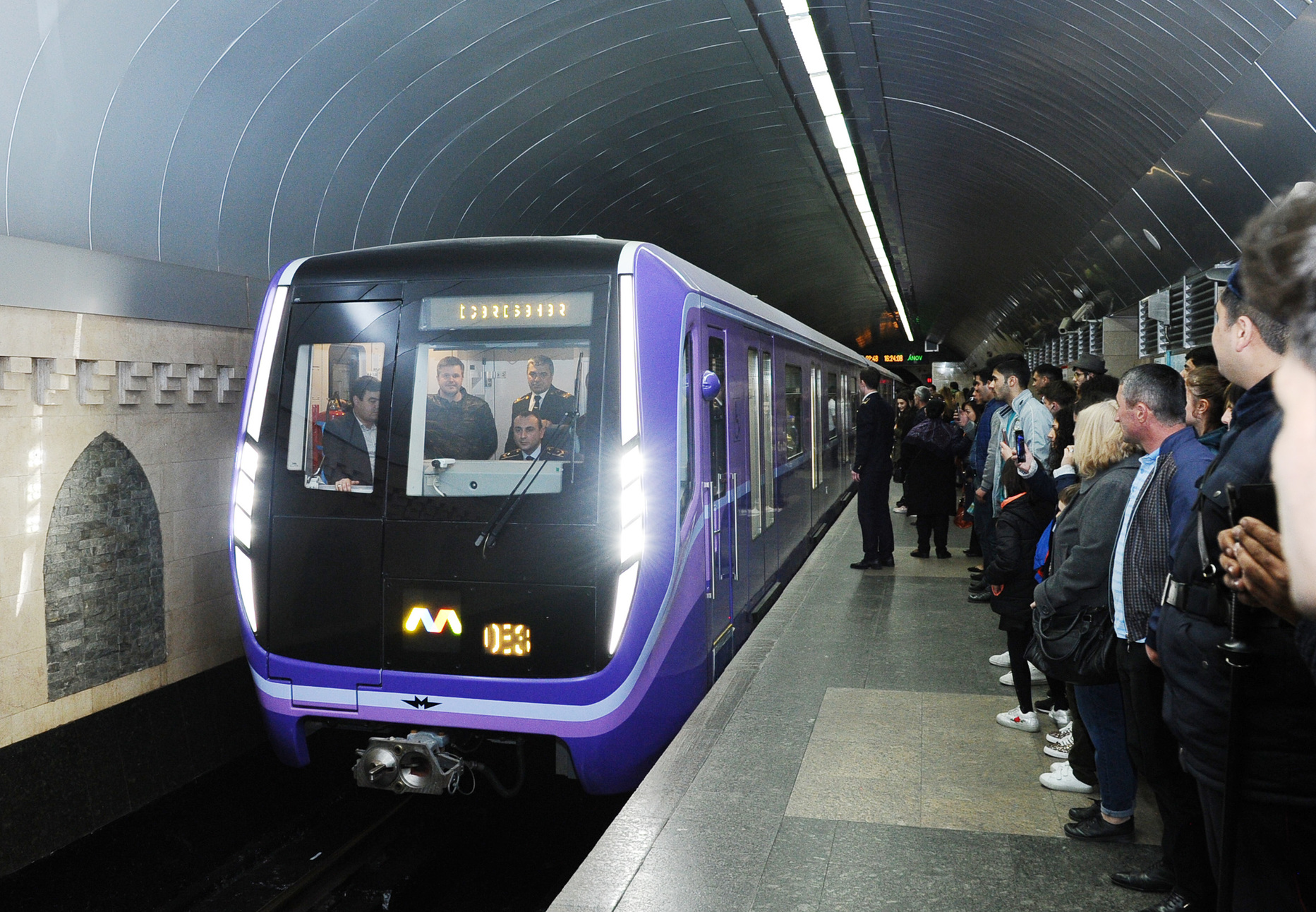
İçərişəhər
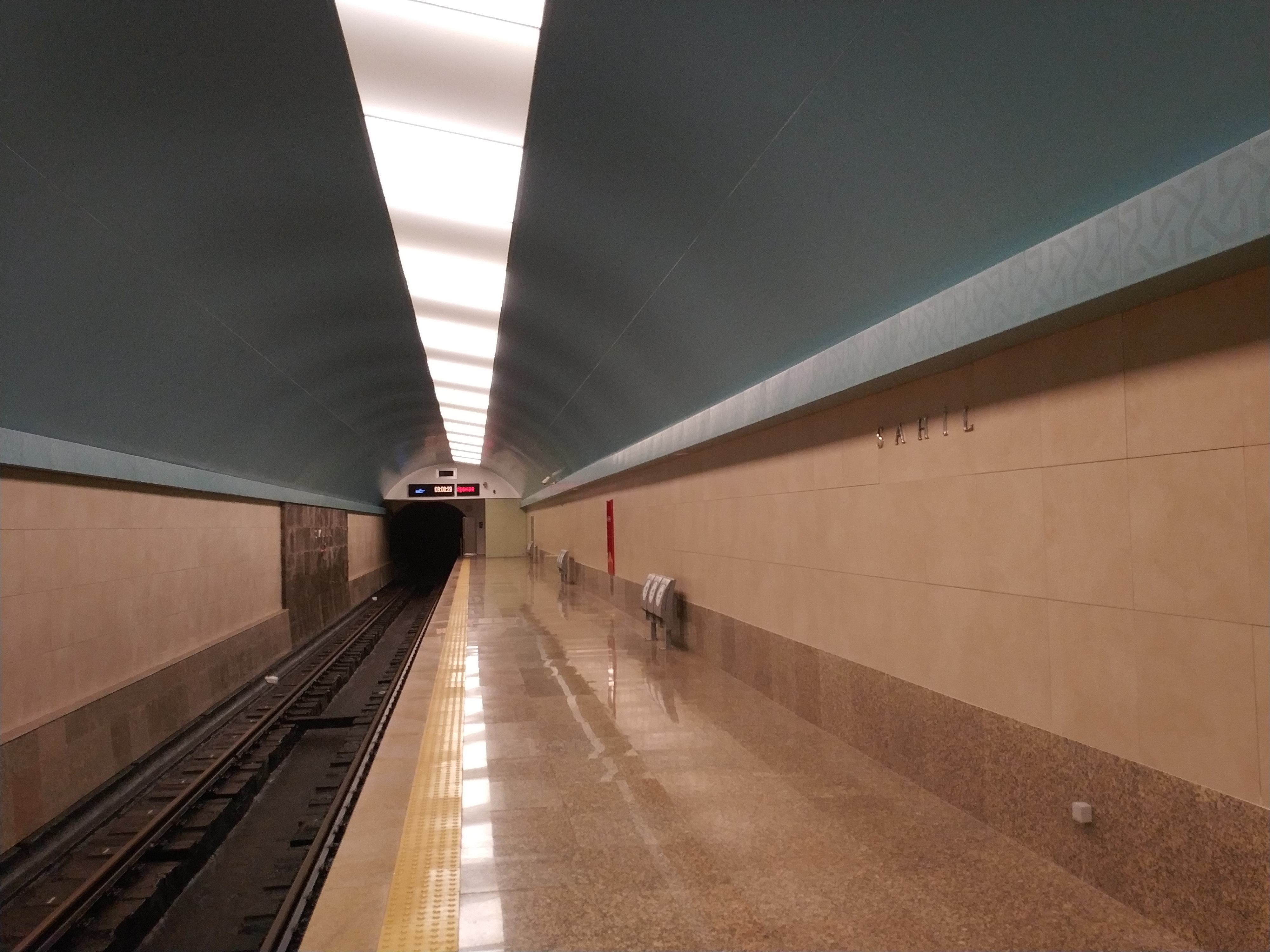
Sahil
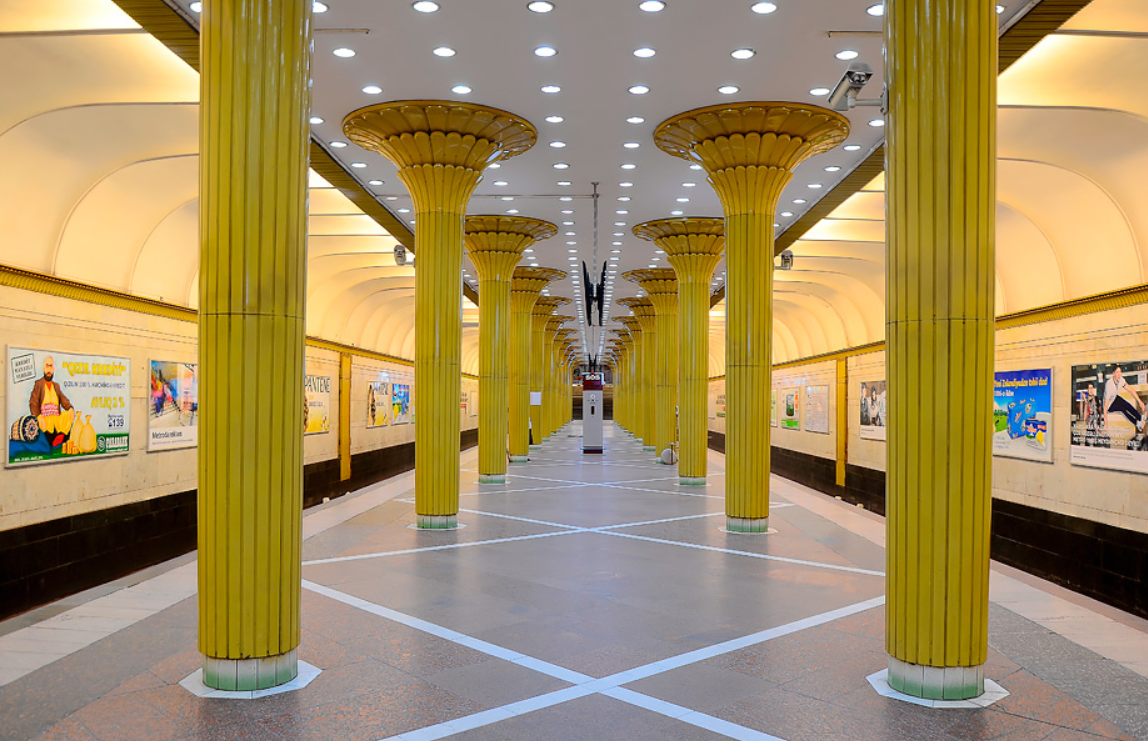
Nəriman Nərimanov
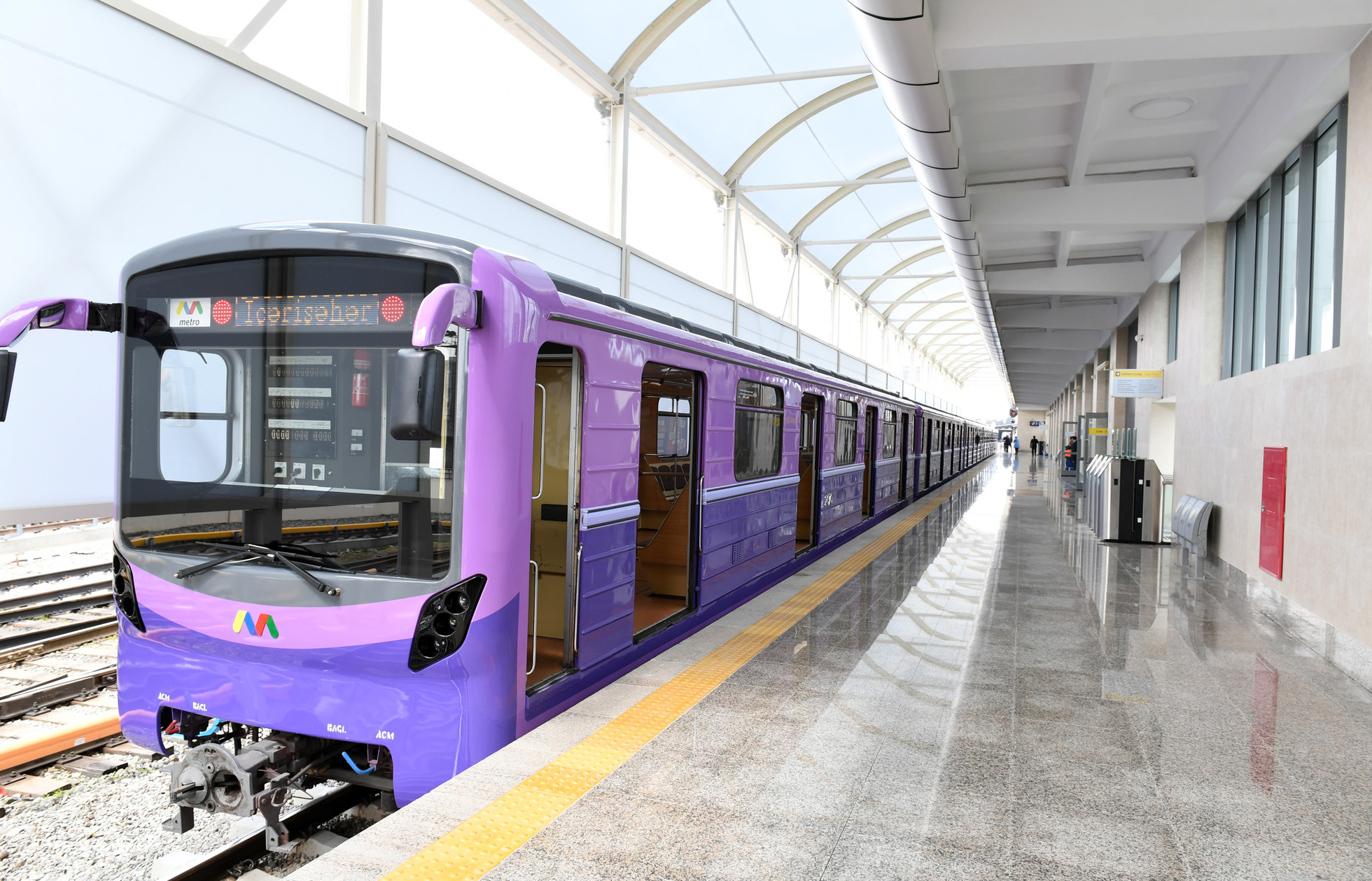
Bakmil
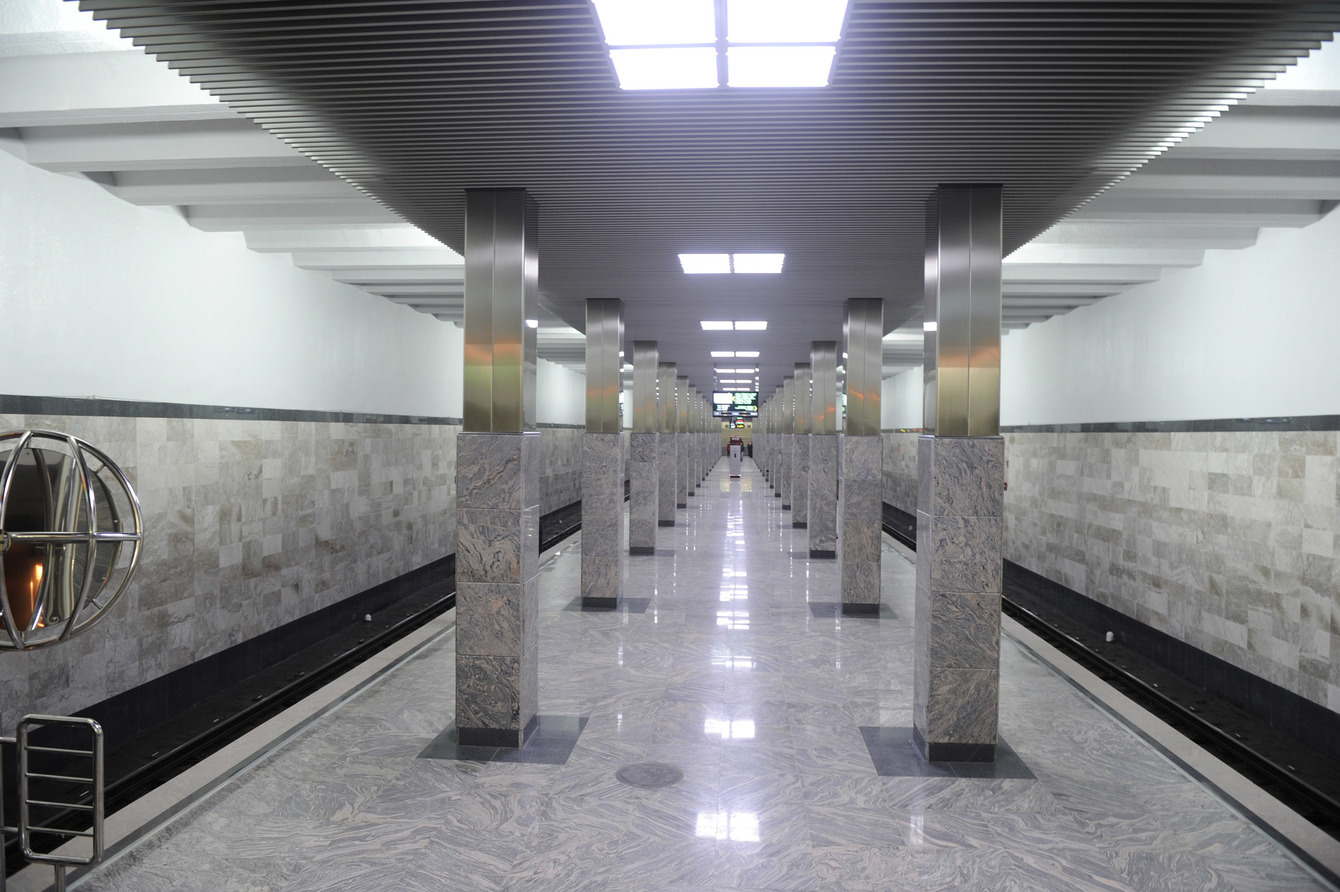
Koroğlu
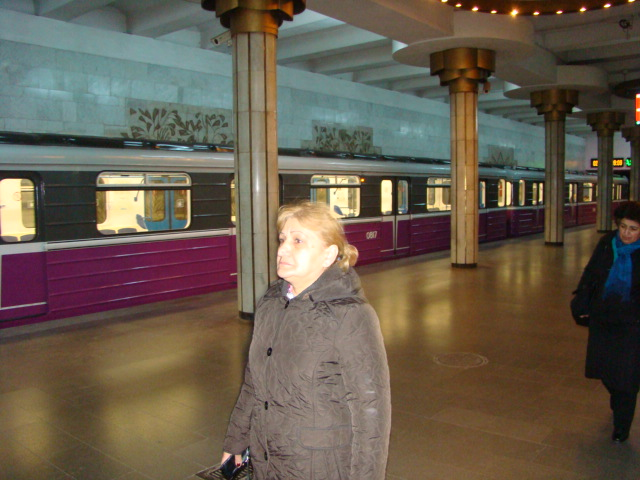
Xalqlar Dostluğu
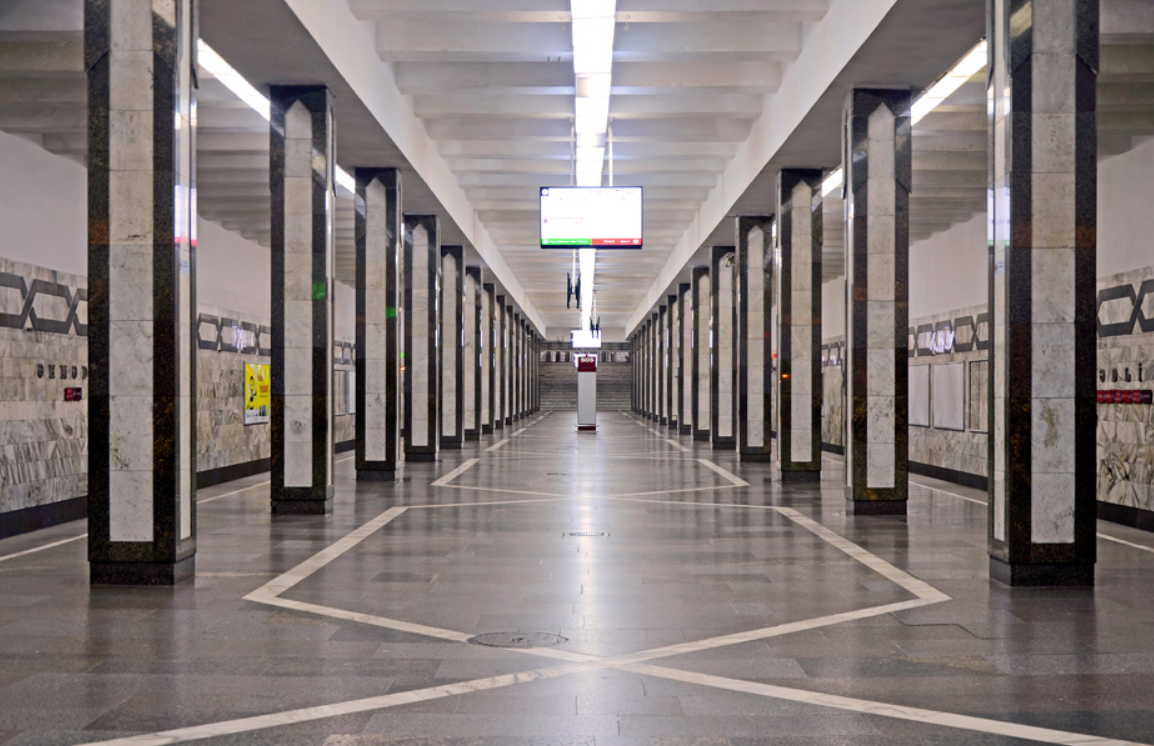
Əhmədli
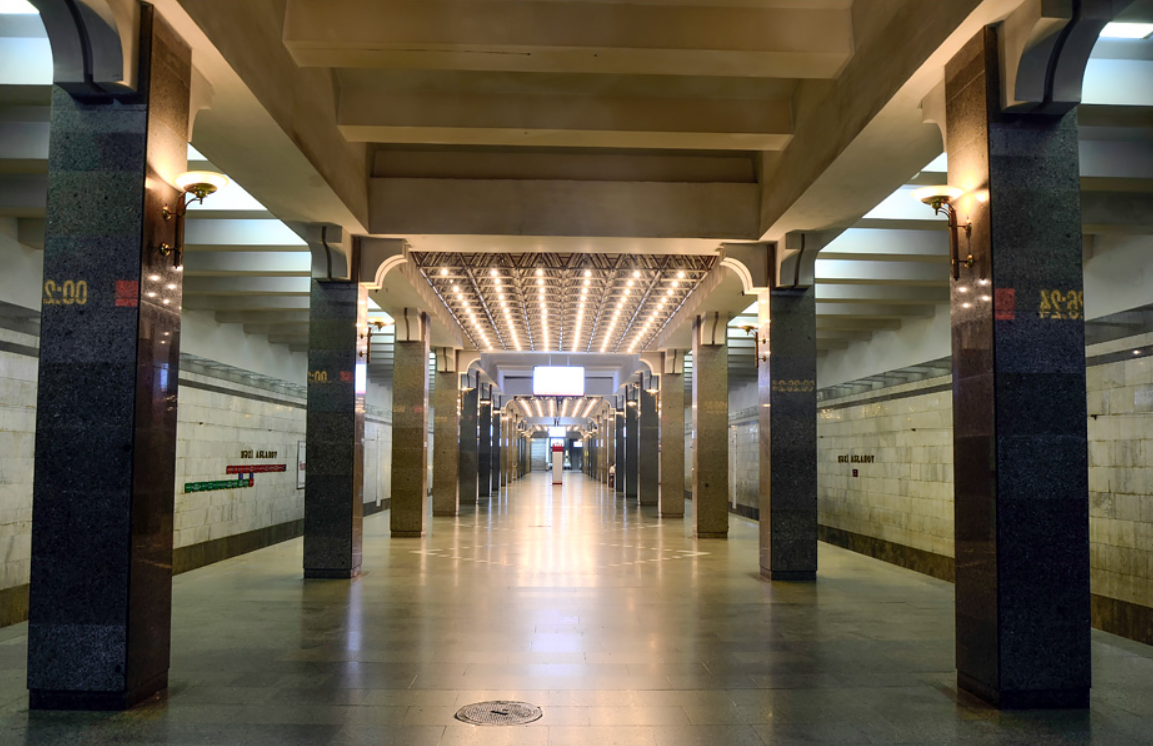
Həzi Aslanov